# NGC 6824
NGC 6824 (другие обозначения — PGC 63575, UGC 11470, MCG 9-32-12, ZWG 281.8, IRAS19426+5459) — галактика в созвездии Лебедь.
Этот объект входит в число перечисленных в оригинальной редакции «Нового общего каталога».